# 檀栗属
檀栗属（学名：Pavieasia）是无患子科下的一个属，为乔木植物。该属共有3种，其中一種是檀栗，分布于越南北部、中国云南和广西南部。